# 解州
解州（「解」，中古擬音：ghreh，切，音同「邂」，当地方言音hài），五代十国时设置的州。
后汉乾祐元年（948年）置，治所在解县（今山西省运城市西南解州）。北宋时辖境约当今山西省运城、闻喜等市县地。金朝以后，扩大至今夏县、芮城、平陆等地。
明朝洪武初年，解县并入解州。属平阳府。清朝雍正二年（1724年），升为解州直隶州。1912年废入解县。境内有盐池，宋朝时分置东西二场，明朝时增置中场，是中国著名的产盐区。